# کارآگاه گجت: عملیات مدکاکتوس
کارآگاه گجت: عملیات مدکاکتوس (به انگلیسی: Inspector Gadget: Operation Madkactus) یک بازی ویدئویی در ژانر ماجراجویی و سکوبازی است که در ۱ دسامبر ۲۰۰۰ برای کنسول گیم بوی کالر منتشر شد. این بازی بر‌پایه سریال کارآگاه گجت دهه ۸۰ میلادی است.

## داستان
داستان درباره دکتر کلاو است که قصد شیوع ویروسی به نام مدکاکتوس را دارد و بازیکن در قالب سه شخصیت اصلی باید مانع کار او شود.

## گیم پلی
گیم پلی بازی به شکل سکو بازی است که بازیباز میتواند با کمک گرفتن از توانایی های هر شخصیتی، از جایی به جای دیگر برود. ابزار آلات گجت در این بازی، شامل چکش، هلیکوپتر است و شخصیت های قابل بازی شامل کاراگاه گجت ، پنی و برین می شود.

## بازخوردها
این بازی به موفقیت زیادی دست پیدا کرد. به طوری که خیلی از منتقدین این بازی را به عنوان بهترین بازی کاراگاه گجت می‌نامند.